# Cratichneumon signatipes
Cratichneumon signatipes är en stekelart som först beskrevs av Cresson 1867.  Cratichneumon signatipes ingår i släktet Cratichneumon och familjen brokparasitsteklar. Inga underarter finns listade i Catalogue of Life.